# La magia de la NBA
La magia de la NBA fue un programa deportivo argentino, producido por Torneos y Competencias para Canal 9, Canal 13, PSN 3, Fox Sports 2 y TyC Sports 2 que transmitía un resumen de cada uno de los partidos de la NBA con un estilo argentinizado. Manu Ginóbili era uno de sus televidentes, solía verlo desde su Bahía Blanca natal.

## Historia

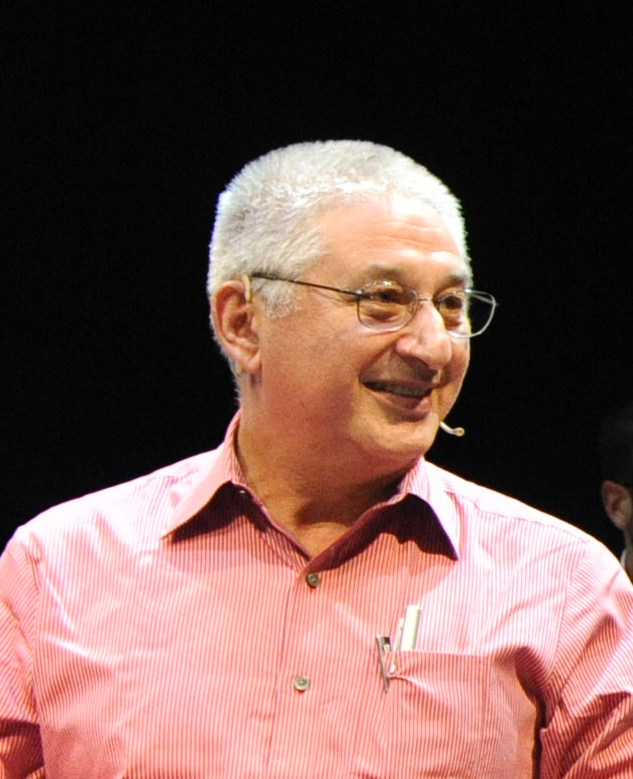
El periodista y matemático Adrián Paenza fue conductor de La magia de la NBA.

El programa empezó a emitirse el domingo 6 de noviembre de 1994 en el horario de las 13:00 horas (UTC-3) por Canal 9 de Buenos Aires, en el marco de un plan de la NBA de expandir la difusión de la liga en todo el mundo. Su primer presentador fue el periodista y matemático Adrián Paenza. En un artículo publicado en el Washington Post, Paenza recordó sobre aquella época:

Nadie sabía quién era Magic Johnson, Michael Jordan o Larry Bird.

En ese momento, David Stern intentaba conseguir cobertura internacional para la NBA y en una reunión con Paenza le ofreció los derechos para Argentina por apenas 2000 dólares anuales. Adrián Paenza contactó a Canal 9 y así comenzó La magia de la NBA.
En la década de 2000, el programa empezó a ser conducido por Leo Montero.